# Austin Chapman
Pour les articles homonymes, voir Chapman.
Sir Austin Chapman, né le 10 juillet 1864 à Bong Bong (en) et mort le 12 janvier 1926 à Sydney, est un entrepreneur et homme politique australien.

## Biographie
Né dans un petit village des Hautes Terres du sud de Nouvelle-Galles du Sud, il est le fils d'un artisan charron. À l'âge de 14 ans, il devient apprenti sellier. Il devient par la suite propriétaire d'une taverne à Sydney, puis d'un hôtel.
En 1891 il est élu député de Braidwood à l'Assemblée législative de Nouvelle-Galles du Sud pour le Parti protectionniste. Dans les années qui suivent, il crée une entreprise de vente aux enchères et investit dans des entreprises de mines d'or. Les six colonies britanniques d'Australie sont unifiées en fédération en 1901, et Austin Chapman est élu député de la circonscription d'Eden-Monaro à la Chambre des représentants fédérale aux élections de 1901. Il est un député actif, aimable et apprécié, investi dans les enjeux locaux de sa circonscription ; il est également le whip-en-chef du groupe parlementaire protectionniste, groupe du gouvernement du Premier ministre Edmund Barton,.
En septembre 1903, lorsque Alfred Deakin succède à Edmund Barton à la direction du pays, il nomme Austin Chapman ministre de la Défense dans son gouvernement. Ce dernier ne dure que quelques mois, n'ayant pas la confiance de la Chambre, mais lorsque Alfred Deakin redevient Premier ministre en 1905, Austin Chapman est fait ministre des Postes (1905-1908) et ministre du Commerce extérieur et des Douanes (1907-1908) ; il représente l'Australie, la Nouvelle-Zélande et les Fidji au congrès international de l'Union générale des postes à Rome en 1906. Un accident vasculaire cérébral le paralyse partiellement en 1909, et il se retire des avant-postes de la vie politique. C'est comme candidat sans étiquette qu'il conserve son siège de député aux élections de 1910, et il demeure simple député durant la décennie qui s'ensuit,.
En 1923, désormais membre du Parti nationaliste (centre-droit), il œuvre avec succès à la formation d'un gouvernement de coalition des nationalistes et du Parti rural, et le Premier ministre Stanley Bruce le nomme à nouveau ministre du Commerce extérieur et des Douanes, ainsi que ministre de la Santé. En désaccord avec d'autres membres du gouvernement quant à sa politique douanière, et étant toujours de santé fragile, il démissionne en mai 1924. Le mois suivant, il est fait chevalier commandeur de l'ordre de Saint-Michel et Saint-Georges. Il meurt d'une maladie neuro-vasculaire moins de deux ans plus tard,.